# Левченко, Георгий Георгиевич
Георгий Георгиевич Левченко (род. 14 сентября 1947, село Малый Янисоль Володарского района Сталинской области) — советский физик (доктор физико-математических наук) и румейский поэт.

## Биография
В 1974 году окончил с отличием физический факультет Донецкого государственного университета и поступил в аспирантуру при Физико-техническом институте АН УССР. Специализировался в области физики твердого тела и физики магнитных явлений. В 1984 году защитил кандидатскую (на тему «Магнитные свойства твердых растворов NixZn1-xSiF6·6H2O в условиях всестороннего сжатия»), а в 1994 году  докторскую диссертацию. С 1997 года является заведующим отдела фазовых превращений Донецкого физико-технического института имени А. А. Галкина НАНУ. З 1999 года по 2002 год был заместителем директора ДонФТИ НАНУ по научной работе. В 2010 году присвоено звание профессора, а в 2015 году был избран членом-корреспондентом НАНУ.  Является автором более 300 печатных работ и одной монографии, на протяжении многих лет был членом редакционной коллегии журнала "Физика и техника высоких давлений"
Является известным приазовским греческим поэтом. Стихи начинал писать на русском языке (определяется его историческая поэма «Крымиада» о судьбе его родного народа), но впоследствии частично перешел на румейскуй и украинмкий языки.  Его стихи, поэмы и публицистика публиковались в газетах «Эллины Украины», «Камбана», в сборниках «Пирнешу Астра», «Резонансы», "Я дякую тобі", "Енциклопедія сучасної літератури" и других. Им опубликовано три авторских сборника стихов: «Линия жизни» (2002), «Своему народу (посвящение)» (2009), «Белый корабль» (2010), в которые вошли произведения на русском, украинском и греческом языках. На протяжении многих лет являлся членом редакционной коллегии греческой газеты «Камбана».

## Награды
Лауреат 2012 года премии НАН Украины имени Л. В. Шубникова за цикл работ «Новейшие многофункциональные магнитные материалы: от макросистем к наноструктурам; свойства и применение» (в соавторстве).